# Morogoro

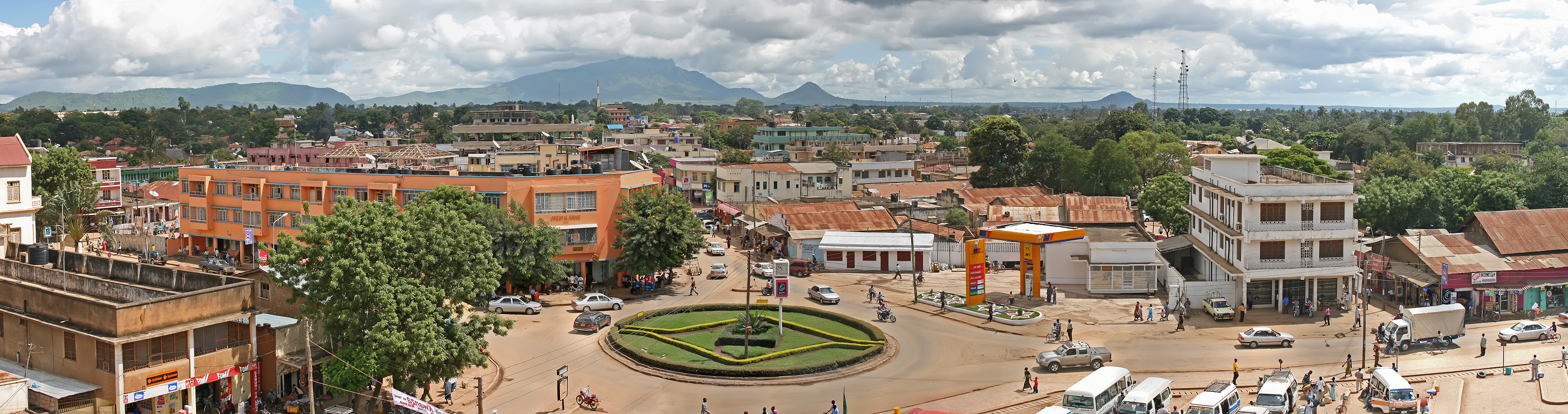
Innenstadt von Morogoro

Morogoro ist eine Stadt in Tansania. Sie liegt ungefähr 200 Kilometer westlich von Daressalam und ist die Bezirkshauptstadt der gleichnamigen Verwaltungsregion Morogoro. Morogoro gehört zu den zehn größten Städten des Landes und hatte im Jahr 2012 nach einer Volkszählung 305.840 Einwohner mit inzwischen stark ansteigender Tendenz. 2022 waren es bereits 471.409 Einwohner.

## Geografie
Die Stadt liegt in rund 500 Meter Seehöhe, im Süden erhebt sich das Uluguru-Gebirge.
Morogoro hat einen Bahnhof an der Tanganjikabahn, die Daressalam mit dem Landesinneren und Städten wie Dodoma, Tabora oder Kigoma verbindet.

## Einwohnerentwicklung
Die folgende Übersicht zeigt die Einwohnerzahlen nach dem jeweiligen Gebietsstand seit der Volkszählung 1978.
| Jahr          | Einwohnerzahl |
| ------------- | ------------- |
| 1978 (Zensus) | 60.782        |
| 1988 (Zensus) | 117.760       |
| 2002 (Zensus) | 209.058       |
| 2012 (Zensus) | 305.840       |
| 2022 (Zensus) | 471.409       |

## Wirtschaft und Infrastruktur
Die Stadt ist ein überregionales Zentrum für die landwirtschaftliche Verarbeitungsindustrie und verfügt über ein relativ gutes Schul- und Bildungswesen. Zudem befindet sich in der Stadt die 1965 zunächst als College gegründete Sokoine University of Agriculture. Ferner gibt es seit 2004 eine religiös orientierte Universität, die Muslim University of Morogoro. Die Stadt besitzt mehrere kleine Hospitäler. Das Aga-Khan-Hospital Dar-es-Salaam betreibt in Morogoro eine größere und modern eingerichtete Außenstelle.

### Verkehr
Es bestehen Bahnverbindungen ab dem Hauptbahnhof auf der Bahnstrecke Daressalam–Mwanza nach Dodoma und Dar es Salaam.
Ebenso befindet sich der stark frequentierte Central Bus Terminal in der Innenstadt.

## Geschichte

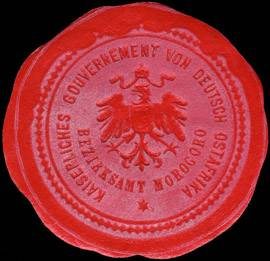
Siegelmarke Kaiserliches Gouvernement von Deutsch-Ostafrika – Bezirksamt Morogoro

Im Jahre 1904 wurde Morogoro Sitz des Bezirksamtes Morogoro von Deutsch-Ostafrika. Als im Jahre 1907 die Tanganjikabahn Morogoro erreichte, hatte der Ort etwa 800 Einwohner. Durch den Bahnanschluss nahm Morogoro einen schnellen Aufschwung. Es hatte 1910 schon doppelt so viele Einwohner und 1913 ungefähr 3000. 1910 wurde in Morogoro eine Fruchtkulturstation gegründet und die Anzucht von Obstbäumen begann, mit der Abgabe von Saat und Pflänzlingen an die Bevölkerung.
1963 verlegte der südafrikanische African National Congress (ANC) auf der Grundlage einer Kooperationsofferte des damaligen tansanischen Präsidenten Julius Nyerere Organisationsstrukturen (Provisional Headquarters) nach Morogoro. Seit 1965 galt dieser Ort als Hauptquartier des ANC, das von 1966 an voll funktionsfähig arbeitete. Der Secretary General des ANC, Alfred Nzo, hatte in Morogoro seinen Sitz.
Das Zentralkommando (MK Central Operations HQ) seiner militärischen Organisation MK war hier bis 1976 ansässig. Seine beiden Hauptkommandos für die West- und Ostfront residierten später in Maputo (ab 1976) und Lusaka (ab 1977).
Im Jahre 1969 fand hier die 1. Nationale Konsultativkonferenz des ANC statt, in deren Verlauf eine grundlegende Überprüfung und Neuausrichtung seiner politischen Strategie erfolgte. Dazu zählte das Verhältnis zwischen den eigenen politischen und militärischen Aktivitäten, die Reorganisation seiner Untergrundstruktur in Südafrika und die weitere Vernetzung mit anderen nationalen Befreiungsbewegungen im südlichen Afrika.
Nahe der Stadt existierte von 1978 bis 1992 das Solomon Mahlangu Freedom College des ANC. Diese Anlage war eine Exil-Bildungseinrichtung während der Apartheidsperiode in Südafrika, die ebenso mit Unterstützung von Julius Nyerere seit 1977 geschaffen wurde. Das Lehrpersonal bestand aus einer international zusammengesetzten Gruppe. Nach seiner Schließung wurden Teilbereiche in die Sokoine University of Agriculture integriert.
Am 10. August 2019 explodierte am Stadtrand ein Tanklastwagen; es gab rund 85 Tote und zahlreiche Verletzte. Passanten hatten versucht, auslaufendes Benzin aufzufangen.

## Partnerstädte
- Vaasa, (Finnland), seit 1988[10]

## Sonstiges
Die Telefonnummern im Ort sind vierstellig. Somit gibt es für 118.000 Einwohner weniger als 10.000 Telefonanschlüsse. Mobilfunktelefone sind jedoch deutlich weiter verbreitet als Festnetztelefone.

## Persönlichkeiten
- Lazarus Vitalis Msimbe (* 1963), römisch-katholischer Ordensgeistlicher, Bischof von Morogoro